# Westwell (Kent)
Westwell es una parroquia civil y un pueblo del distrito de Ashford, en el condado de Kent (Inglaterra).

## Geografía
Según la Oficina Nacional de Estadística británica, Westwell tiene una superficie de 12,57 km².

## Demografía
Según el censo de 2001, Westwell tenía 740 habitantes (48,78% varones, 51,22% mujeres) y una densidad de población de 58,87 hab/km². El 22,84% eran menores de 16 años, el 71,35% tenían entre 16 y 74 y el 5,81% eran mayores de 74. La media de edad era de 39,79 años. Del total de habitantes con 16 o más años, el 19,26% estaban solteros, el 66,73% casados y el 14,01% divorciados o viudos.
El 94,86% de los habitantes eran originarios del Reino Unido. El resto de países europeos englobaban al 2,03% de la población, mientras que el 3,11% había nacido en cualquier otro lugar. Según su grupo étnico, el 98,79% eran blancos, el 0,81% mestizos, el 0,4% asiáticos, el 0% negros, el 0% chinos y el 0% de cualquier otro. El cristianismo era profesado por el 79,03% y el islam por el 0,68%, mientras que el 13,67% no eran religiosos y el 6,63% no marcaron ninguna opción en el censo.
369 habitantes eran económicamente activos, 357 de ellos (96,75%) empleados y 12 (3,25%) desempleados. Había 280 hogares con residentes, 5 vacíos y 3 eran alojamientos vacacionales o segundas residencias.